# Alexandr Pliuschin
Alexandr Pliuschin (Chișinău, 13 gennaio 1987) è un ciclista su strada e pistard moldavo, professionista dal 2008 al 2015 e quattro volte campione nazionale nella prova in linea su strada.

## Carriera
Nel 2005 ai campionati del mondo di Madrid vinse la medaglia d'argento nella cronometro juniores. Su pista si aggiudicò invece quattro medaglie ai campionati europei, un oro nel 2005 nell'inseguimento individuale juniores, due argenti (inseguimento Under-23 nel 2007 e corsa a punti Under-23 nel 2009) e un bronzo (inseguimento Under-23 nel 2009).
Passato professionista nel 2008 con la squadra francese AG2R La Mondiale, in stagione si aggiudica il titolo nazionale in linea Elite e rappresenta poi la Moldavia ai Giochi olimpici di Pechino, gareggiando sia nella corsa in linea che nell'inseguimento individuale. Nel 2010 passa tra le file del team russo Katusha, e durante l'anno fa suoi un secondo titolo nazionale (bissato nel 2011) e la Duo Normand a cronometro in coppia con Artëm Ovečkin.
Nel 2012 si accasa alla Leopard-Trek, squadra UCI Continental lussemburghese, ottenendo alcuni piazzamenti in corsa francesi – secondo al Tour Alsace e terzo alla Boucles de la Mayenne e al Tour de Normandie – e il quarto titolo nazionale in linea. Nel 2013 è sotto contratto con la formazione svizzera IAM Cycling, mentre nel 2014 veste la divisa della formazione Continental emiratina Skydive Dubai, vincendo la Melaka Governor Cup e lo Sharjah International Tour.
Per il 2015 si trasferisce in Azerbaigian, presso il team Continental Synergy Baku Cycling Project, ma già in febbraio viene sospeso dalla squadra per una non-negatività al salbutamolo riscontrata il 28 novembre precedente in occasione del vittorioso Sharjah Tour; successivamente viene quindi squalificato per nove mesi (con retroattività), fino al 1º settembre 2015, dall'Unione Ciclistica Internazionale.

## Palmarès

### Strada
- 2004 (Juniores)

1ª tappa Tour du Pays de Vaud (Tolchenaz > Cossonay-Ville)
Sierre - Loye
- 2005 (Juniores)

Classique des Alpes
Sierre - Loye
- 2006 (Under-23)

GP Oberes Fricktal
- 2007 (Chambéry Cyclisme Formation)

Giro delle Fiandre Under-23
3ª tappa Grand Prix Tell (Oberkirch > Buttisholz)
- 2008 (AG2R La Mondiale, una vittoria)

Campionati moldavi, Prova in linea
- 2010 (Team Katusha, due vittorie)

Campionati moldavi, Prova in linea
Duo Normand (con Artëm Ovečkin)
- 2011 (Katusha Team, una vittoria)

Campionati moldavi, Prova in linea
- 2012 (Leopard-Trek Continental Team, una vittoria)

Campionati moldavi, Prova in linea
- 2014 (Skydive Dubai Pro Cycling Team, quattro vittorie)

Melaka Governor Cup
1ª tappa Sharjah International Cycling Tour (Sharjah > Sharjah)
3ª tappa Sharjah International Cycling Tour (Khorffakan Corniche > Al Hatae)
Classifica generale Sharjah International Cycling Tour

#### Altri successi
- 2004 (Juniores)

Classifica giovani Tour du Pays de Vaud
- 2007 (Chambéry Cyclisme Formation)

Classifica scalatori Grand Prix du Portugal
Dijon - Auxonne - Dijon / Rougeot Classique
- 2014 (Skydive Dubai Pro Cycling Team)

Classifica a punti Sharjah International Cycling Tour

### Pista
- 2005

Campionati europei, Inseguimento Juniores
- 2006

24 heures de Aigle
- 2007

UIV Cup Stuttgart (Stoccarda, con Maxime Bally)
Campionato Mondiale Pista, Elite B, Inseguimento individuale
- 2009

Trois Jours d'Aigle (con Franco Marvulli)

## Piazzamenti

### Grandi Giri
- Tour de France

2010: 105º

### Classiche monumento
- Liegi-Bastogne-Liegi

2013: ritirato

### Competizioni mondiali
- Campionati del mondo su strada

Verona 2004 - Cronometro Juniores: 6º
Verona 2004 - In linea juniores: 53º
Vienna 2005 - Cronometro Juniores: 2º
Vienna 2005 - In linea Juniores: 14º
Salisburgo 2006 - Cronometro Under-23: 34º
Salisburgo 2006 - In linea Under-23: 44º
Stoccarda 2007 - Cronometro Under-23: 8º
Stoccarda 2007 - In linea Under-23: 49º
Limburgo 2012 - In linea Elite: ritirato
Ponferrada 2014 - Cronometro Elite: 21º
Richmond 2015 - Cronometro Elite: 47º
- Campionati del mondo su pista

Los Angeles 2004 - Scratch Juniores: 3º
- Giochi olimpici

Pechino 2008 - In linea: 75º
Pechino 2008 - Inseguimento individuale: 17º

### Competizioni europee
- Campionati europei su strada

Valkenburg 2006 - Cronometro Under-23: 12°
Valkenburg 2006 - In linea Under-23: 63°
Plumelec 2016 - Cronometro Elite: 32°
Plumelec 2016 - In linea Elite: non partito
- Campionati europei su pista

Fiorenzuola 2005 - Inseguimento individuale Juniores: vincitore
Cottbus 2007 - Inseguimento individuale Under-23: 2º
Minsk 2009 - Inseguimento individuale Under-23: 3º
Minsk 2009 - Scratch Under-23: 5º
Minsk 2009 - Corsa a punti Under-23: 2º